# 6-та Бастіонна вулиця (Севастополь)

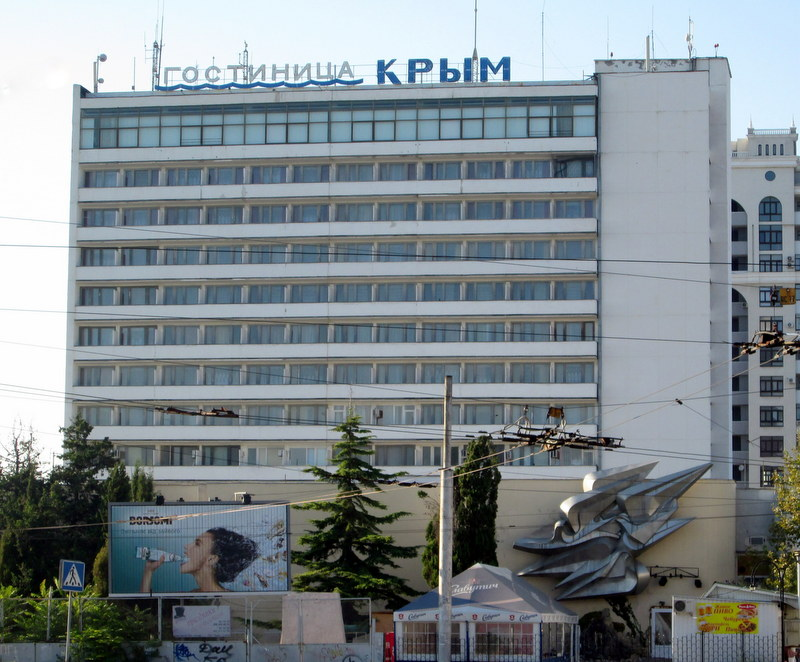
Готель Крим

6-а Бастіонна вулиця — вулиця в Ленінському районі Севастополя, між вулицею Партизанською і площею Повсталих.
Виникла на початку XX століття і називалася Степовою, в 1907 році була перейменована в 6-ту Бастіонну.
На вулиці дві високі будівлі: в 1978 році збудований 14-поверховий готель "Крим", а у 2000-х поряд з ним з’явився 16-поверховий житловий будинок.